# Nomura Holdings

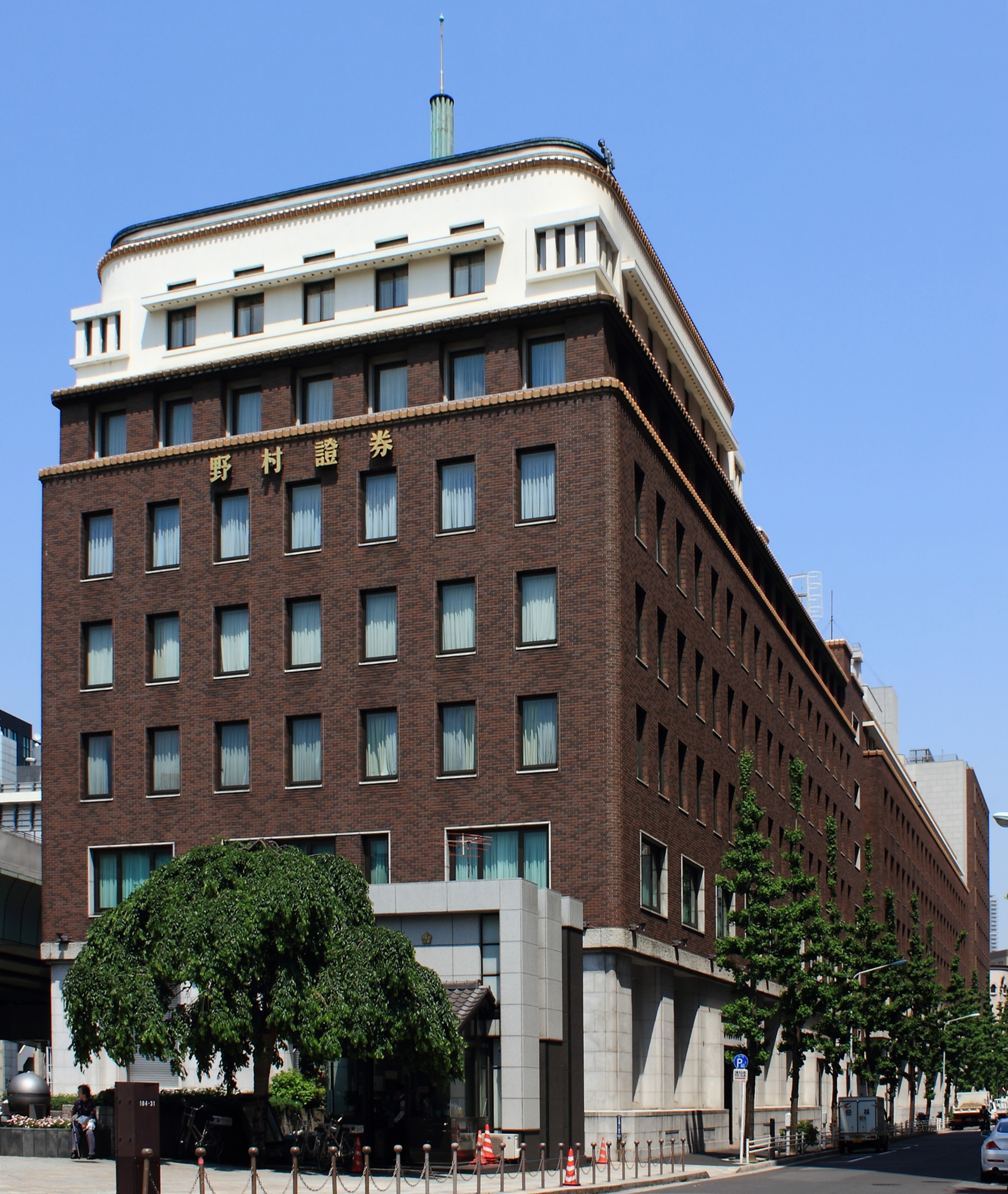
Siedziba Nomura Holdings w Tokio

Nomura Holdings, Inc. (jap. 野村ホールディングス株式会社 Nomura Hōrudingusu Kabushiki-gaisha) – japońska spółka holdingowa i jednostka dominująca Grupy Nomura. Notowana na Tokijskiej Giełdzie Papierów Wartościowych w indeksie Nikkei 225.

## Spółki zależne
- Nomura Asset Management Co., Ltd.
- The Nomura Trust & Banking Co., Ltd.
- Nomura Babcock & Brown Co., Ltd.
- Nomura Capital Investment Co., Ltd.
- Nomura Investor Relations Co., Ltd.
- Nomura Principal Finance Co., Ltd.
- Nomura Funds Research And Technologies Co., Ltd.
- Nomura Pension Support & Service Co., Ltd.
- Nomura Research & Advisory Co., Ltd.
- Nomura Business Services Co., Ltd.
- Nomura Satellite Communications Co., Ltd.
- Nomura Facilities, Inc.
- Nomura Institute of Capital Markets Research
- Instinet Inc
- Nomura India Services Pvt. Ltd.